# Vigna peduncularis
Vigna peduncularis är en ärtväxtart som först beskrevs av Carl Sigismund Kunth, och fick sitt nu gällande namn av William Fawcett och Alfred Barton Rendle. Vigna peduncularis ingår i släktet vignabönor, och familjen ärtväxter.

## Underarter
Arten delas in i följande underarter:
- V. p. clitorioides
- V. p. peduncularis
- V. p. pusilla